# The Better Life
The Better Life — перший студійний альбом американського гурту 3 Doors Down, випущений у лютому 2000-го року лейблом Republic Records.
У 2007 році платівка була перевидана під назвою «The Better Life: Deluxe Edition». Окрім оригінального диску з альбомом, видання містило другий диск з записом концерту у Хьюстоні.

## Альбом
Альбом «The Better Life» вважається найбільш комерційно-успішним альбомом гурту. По всьому світу було продано більш ніж 11 мільйонів екземплярів «The Better Life», з яких у США — 5,598,000 
Платівці вдалося стати 6 разів платиновою у США та двічі платиновою у Канаді. Тексти пісень написані вокалістом, Бредом Арнольдом, а музика написана учасниками гурту: Тодом Харреллом, Крісом Хендерсоном, Метом Робертсом і Бредом Арнольдом, який виконував ударні партії. Синглами стили такі композиції як «Kryptonite», «Loser», і «Be Like That». Особливої уваги заслуговує сигл «Kryptonite», який потрапив до трійки лідерів на Billboard Hot 100.

## Композиції
1. «Kryptonite» — 3:53
2. «Loser» — 4:24
3. «Duck and Run» — 3:50
4. «Not Enough» — 3:13
5. «Be Like That» — 4:25
6. «Life of My Own» — 3:58
7. «Better Life» — 3:07
8. «Down Poison» — 4:21
9. «By My Side» — 3:16
10. «Smack» — 2:29
11. «So I Need You» — 3:49

Бонус-диск з Deluxe Edition
1. «Duck and Run» — 4:42
2. «The Road I'm On» — 3:48
3. «Kryptonite» — 4:23
4. «Father's Son» — 4:32
5. «Better Life» — 3:23
6. «Away from the Sun» — 4:15
7. «Be Like That» — 4:38
8. «Running out of Days» — 3:37
9. «Sarah Yellin'» — 3:29
10. «It's Not Me» — 3:27
11. «When I'm Gone» — 4:52
12. «Here Without You» — 5:06
13. «Loser» — 5:44

## Виноски
1. ↑  Music blogs. Архів оригіналу за 26 грудня 2010. Процитовано 31 грудня 2010.